# Unterseeboot 255
Le Unterseeboot 255 (ou U-255) est un sous-marin allemand (U-Boot) de type VII.C utilisé par la Kriegsmarine (marine de guerre allemande) pendant la Seconde Guerre mondiale.

## Historique
Mis en service le 29 novembre 1941, l'Unterseeboot 255 reçoit sa formation de base à Danzig au sein de la 8. Unterseebootsflottille jusqu'au 30 juin 1942, puis l'U-255 intègre sa formation de combat à Bergen avec la 11. Unterseebootsflottille. Au 1er juin 1943, il est affecté à la 13. Unterseebootsflottille à Drontheim, puis au 1er décembre 1943 à la base sous-marine de Saint-Nazaire avec la 7. Unterseebootsflottille. 

Du 1er septembre 1944 au 1er mars 1945, l'U-255 est inutilisé. La fin de la guerre approchant, il est affecté, à partir du 1er mars 1945, dans la 13. Unterseebootsflottille à Drontheim, port qu'il ne verra jamais. Il se rend aux Alliés lors de sa dernière patrouille.
L'Unterseeboot 255 effectue quinze patrouilles dans lesquelles il a coulé dix navires marchands ennemis pour un total de 47 640 tonneaux, un navire de guerre de 1 200 tonnes et a endommagé, de manière irrécupérable un navire marchand de 7 191 tonneaux au cours de ses 331 jours en mer.
En préparatif de sa première patrouille, il quitte le port de Kiel le 15 juin 1942 sous les ordres du Kapitänleutnant Reinhart Reche pour rejoindre six jours plus tard le port de Narvik le 20 juin 1942.
Il réalise sa première patrouille, partant de Narvik le 23 juin 1942 toujours sous les ordres du Kapitänleutnant Reinhart Reche. Après 23 jours de mer et un succès de quatre navires ennemis coulés pour un total de 25 544 tonneaux lors de l'attaque du convoi PQ-17, l'U-255 rejoint Narvik qu'il atteint le 15 juillet 1942. Pour ses résultats obtenus lors de cette patrouille, le Kapitänleutnant Reinhart Reche est décoré de la Croix de fer 1re classe le 23 juillet 1942 (il reçoit plus tard, le 17 mars 1943, la Croix de chevalier de la Croix de fer pour l'ensemble de ses succès à bord de l'U-255).
Le 23 septembre 1942, l'U-Boot est attaqué par un hydravion PBY Catalina de la Royal Air Force (Squadron 210/U) au sud de Jan Mayen. Il retourne à sa base lourdement endommagé par deux charges de profondeur.
Le 10 mars 1944, l'U-255 trouve un grand convoi de pétroliers, le convoi CU-16 qu'il attaque. Il subit la contre-attaque des escortes, mais réussit à couler l'escorteur Leopold ; il est chassé pendant trois heures et s'échappe.
Le 11 mars 1944, il est attaqué par des avions ; deux hommes d'équipage sont blessés. L'U-Boot continue sa patrouille après avoir soigné ses blessés (la rencontre avec l'U-608 disposant d'un médecin à bord échoue).
Le 27 mars 1944, des avions non identifiés attaquent l'U-Boot au large de Gibraltar alors qu'il tentait d'entrer dans la Méditerranée. Il est contraint d'abandonner sa patrouille et de retourner en France. Sur son chemin de retour, le 11 avril 1944, il est attaqué en surface avec son escorte par quinze avions De Havilland DH.98 Mosquito britanniques. Ceux-ci furent à leur tour attaqués par des avions allemands Junkers Ju 88. L'U-Boot atteint Saint-Nazaire avec des dommages mineurs.
Pour sa quinzième et dernière patrouille, il quitte la base sous-marine de Saint-Nazaire le 8 mai 1945 sous les ordres de l'oberleutnant zur See Helmuth Heinrich pour sa reddition. Après neuf jours en mer, l'U-255 arrive à Loch Eriboll au Royaume-Uni le 16 mai 1945, pour se rendre aux forces britanniques.
Il est convoyé au Loch Ryan le 17 mai 1945 en vue de l'opération alliée de destruction massive d'U-Boote. Il est coulé le 13 décembre 1945 à la position géographique de 55° 50′ N, 10° 05′ O.

## Affectations successives
- 8. Unterseebootsflottille à Danzig du 29 novembre 1941 au 30 juin 1942 (entrainement)
- 11. Unterseebootsflottille à Bergen du 1er juillet 1942 au 31 mai 1943 (service actif)
- 13. Unterseebootsflottille à Drontheim du [[1er juin|1er juin]] au 30 novembre 1943 (service actif)
- 7. Unterseebootsflottille à Saint-Nazaire du 1er décembre 1943 au 1er septembre 1944 (service actif)
- 13. Unterseebootsflottille à Drontheim du [[1er mars|1er mars]] au 8 mai 1945

## Commandement
- Kapitänleutnant Reinhart Reche du 29 novembre 1941 au 6 juin 1943
- Oberleutnant zur See Erich Harms du 7 juin 1943 à août 1944
- Oberleutnant zur See Helmuth Heinrich du 2 mars au 17 mai 1945

## Patrouilles
|       | Commandant                      | Départ            | Départ           | Arrivée           | Arrivée                  | Jours     | Succès   |
| ----- | ------------------------------- | ----------------- | ---------------- | ----------------- | ------------------------ | --------- | -------- |
|       | Kptlt. Reinhart Reche           | 15 juin 1942      | Kiel             | 20 juin 1942      | Narvik                   | 6 jours   |          |
| 1     | Kptlt. Reinhart Reche           | 23 juin 1942      | Narvik           | 15 juillet 1942   | Narvik                   | 23 jours  | 25 544   |
|       | Kptlt. Reinhart Reche           | 18 juillet 1942   | Narvik           | 20 juillet 1942   | Bergen                   | 3 jours   |          |
| 2     | Kptlt. Reinhart Reche           | 4 août 1942       | Bergen           | 9 septembre 1942  | Neidenfjord              | 37 jours  |          |
| 3     | Kptlt. Reinhart Reche           | 13 septembre 1942 | Neidenfjord (de) | 25 septembre 1942 | Bergen                   | 13 jours  | 4 937    |
|       | Kptlt. Reinhart Reche           | 29 septembre 1942 | Bergen           | 3 octobre 1942    | Kiel                     | 5 jours   |          |
|       | Kptlt. Reinhart Reche           | 7 janvier 1943    | Kiel             | 18 janvier 1943   | Hammerfest               | 12 jours  |          |
| 4     | Kptlt. Reinhart Reche           | 23 janvier 1943   | Hammerfest       | 9 février 1943    | Narvik                   | 18 jours  | 11 770   |
| 5     | Kptlt. Reinhart Reche           | 22 février 1943   | Narvik           | 15 mars 1943      | Narvik                   | 22 jours  | 12 169   |
| 6     | Kptlt. Reinhart Reche           | 29 mars 1943      | Narvik           | 29 avril 1943     | Bergen                   | 32 jours  |          |
|       | Oblt. Erich Harms               | 9 juillet 1943    | Bergen           | 16 juillet 1943   | Narvik                   | 8 jours   |          |
| 7     | Oblt. Erich Harms               | 29 juillet 1943   | Narvik           | 19 septembre 1943 | Narvik                   | 63 jours  | 411      |
|       | Oblt. Erich Harms               | 5 octobre 1943    | Narvik           | 13 octobre 1943   | Bergen                   | 9 jours   |          |
| 8     | Oblt. Erich Harms               | 26 février 1944   | Bergen           | 11 avril 1944     | Saint-Nazaire            | 46 jours  | 1 200    |
| 9     | Oblt. Erich Harms               | 6 mai 1944        | Saint-Nazaire    | 8 mai 1944        | Saint-Nazaire            | 3 jours   | 12 169   |
| 10    | Oblt. Erich Harms               | 6 juin 1944       | Saint-Nazaire    | 15 juin 1944      | Saint-Nazaire            | 10 jours  |          |
| 11    | Oblt. Helmuth Heinrich          | 22 avril 1945     | Bergen           | 24 avril 1945     | La Pallice               | 3 jours   |          |
| 12    | KrvKpt. Adolf Cornelius Piening | 28 avril 1944     | La Pallice       | 30 avril 1944     | Saint-Nazaire            | 3 jours   |          |
| 13    | Oblt. Helmuth Heinrich          | 2 mai 1944        | Saint-Nazaire    | 3 mai 1944        | La Pallice               | 2 jours   |          |
| 14    | Oblt. Helmuth Heinrich          | 5 mai 1944        | La Pallice       | 7 mai 1944        | Saint-Nazaire            | 3 jours   |          |
| 15    | Oblt. Helmuth Heinrich          | 8 mai 1945        | Saint-Nazaire    | 17 mai 1945       | Loch Eriboll Royaume-Uni | 10 jours  |          |
| Total | Total                           | Total             | Total            | Total             | Total                    | 331 jours | 56 031 t |

Note : Oblt. = Oberleutnant zur See - Kptlt. = Kapitänleutnant - KrvKpt. = Korvettenkapitän 

### Opérations Wolfpack
L'U-255 a opéré avec les Wolfpacks (meute de loups) durant sa carrière opérationnelle:
1. Eisteufel ( 1er juillet 1942 - 12 juillet 1942)
2. Nebelkönig (7 août 1942 - 9 août 1942)
3. Nordwind (24 janvier 1943 - 4 février 1943)
4. Taifun (2 avril 1943 - 4 avril 1943)
5. Eisbär (4 avril 1943 - 15 avril 1943)
6. Preussen (9 mars 1944 - 22 mars 1944)

## Navires coulés
L'Unterseeboot 255 a coulé dix navires marchands ennemi pour un total de 47 640 tonneaux, un navire de guerre de 1 200 tonnes et a endommagé, de manière irrécupérable un navire marchand de 7 191 tonneaux au cours des 15 patrouilles (288 jours en mer) qu'il effectua.
| Date              | Nom du navire        | Nationalité | Tonnage | Fait                                     |
| ----------------- | -------------------- | ----------- | ------- | ---------------------------------------- |
| 6 juillet 1942    | John Witherspoon     | USA         | 7 191   | Coulé au 72° 05′ N, 40° 30′ E            |
| 7 juillet 1942    | Alcoa Ranger         | USA         | 5 116   | Coulé au 71° 38′ N, 49° 35′ E            |
| 8 juillet 1942    | Olopana              | USA         | 6,069   | Coulé au 72° 10′ N, 51° 00′ E            |
| 13 juillet 1942   | Paulus Potter        | Pays-Bas    | 7 168   | Coulé au 70° 00′ N, 52° 00′ E            |
| 20 septembre 1942 | Silver Sword         | USA         | 4 937   | Coulé au 75° 52′ N, 0° 20′ O             |
| 26 janvier 1943   | Krasnyj Partizan     | USSR        | 2,418   | Coulé au 73° 45′ N, 17° 30′ E            |
| 29 janvier 1943   | Ufa                  | USSR        | 1 892   | Coulé au 73° 40′ N, 24° 30′ E            |
| 3 février 1943    | Greylock             | USA         | 7 460   | Coulé au 70° 52′ N, 0° 21′ O             |
| 5 mars 1943       | Executive            | USA         | 4 978   | Coulé au 72° 44′ N, 11° 27′ E            |
| 10 mars 1943      | Richard Bland        | USA         | 7 191   | Totalement perdu au 66° 53′ N, 14° 10′ O |
| 27 juillet 1943   | Akademik Shokalskij  | USSR        | 411     | Coulé au Grid AT 3513                    |
| 9 mars 1944       | USS Leopold (DE 319) | USA         | 1 200   | Coulé au 58° 44′ N, 25° 50′ O            |

### Source et bibliographie
- (en) Cet article est partiellement ou en totalité issu de l’article de Wikipédia en anglais intitulé « German submarine U-255 » (voir la liste des auteurs).
- Chris Bishop, historien militaire (trad. de l'anglais par Christian Muguet), Les sous-marins de la Kriegsmarine : 1939-1945 : le guide d'identification des sous-marins [« The spellmount submarine identification guide : Kriegsmarine U-boats 1939-1945 »], Paris, Éd. de Lodi, 2008, 192 p. (ISBN 978-2-84690-327-1, OCLC 470721805, BNF 41298980)